# Фукасаку, Киндзи
Киндзи Фукасаку (яп. 深作 欣二 Фукасаку Киндзи, 3 июля 1930, Мито — 12 января 2003, Токио) — японский кинорежиссёр, продюсер и сценарист.

## Жизнь и творчество
Киндзи Фукасаку родился в городе Мито префектуры Ибараки, на острове Хонсю. 
В 1953 году поступает ассистентом режиссёра на студию Toei Animation, которая в основном выпускала фильмы о самураях и красочные костюмированные драмы. К 1961 году относится его первая самостоятельная режиссура. Первые фильмы Киндзи Фукасаку были традиционные гангстерские ленты о якудза. Однако с 1971 года, под влиянием итальянского неореализма, он постепенно сокращает количество гангстерского кино. Переломным в этом отношении стал 5-серийный фильм «Борьба без правил» (яп. 仁義なき戦い, Дзинги наки татакай), в котором действие происходит в послевоенной Хиросиме.
Наряду с новыми якудза-фильмами режиссёр ставит также научно-фантастическое кино и исторические ленты. Первая большая известность приходит к Киндзи Фукасаку в 1970 году, после съёмок американо-японского фильма «Тора! Тора! Тора!», на которых он был одним из трёх режиссёров (единственным из Японии), заменив Акиру Куросаву, который первоначально должен был режиссировать эту картину. Фильм повествует о начале Второй мировой войны на Тихом океане, о нападении японских вооружённых сил на Перл-Харбор в декабре 1941 года.
Новый успех пришёл к мастеру в 2000 году, когда на экраны вышел его фильм-антиутопия «Королевская битва».
Фукасаку и актёр Синъити Тиба были лучшими друзьями. Актёр массовки Сэйдзо Фукумото в своей автобиографии сообщал, что Киндзи всегда был внимателен к исполнителям второстепенных и третьестепенных ролей, и даже знал актёров массовки по именам, что для режиссёра необычно.
Ближе к концу своей жизни Фукасаку занялся видеоигрой Clock Tower 3 в жанре Survival horror, разработанной компанией Sunsoft и выпущенной Capcom, выступая в качестве директора игры.
Режиссёр скончался от рака предстательной железы в 2003 году, во время съёмок продолжения фильма 2000 года, «Королевская битва 2». Работу эту закончил сын режиссёра, Кэнта.

## Значение
Творчество Киндзи Фукасаку оказало влияние на таких режиссёров с мировым именем, как Такэси Китано, Такаси Миикэ, Джон Ву, Уильям Фридкин, Квентин Тарантино. Так, Тарантино приглашал Киндзи Фукасаку снимать фильм «Джеки Браун» и посвятил ему свой «Убить Билла».
За период с 1961 по 2003 год мастер срежиссировал 60 кинолент, среди которых «Королевская битва», «Легенда о восьми самураях» (яп. 里見八犬伝 Сатоми хаккэндэн, 1983), «Кладбище чести» (яп. 仁義の墓場 Дзинги но хакаба, 1975), «Тора! Тора! Тора!» и другие. С 1964 по 1988 год по написанным им сценариям было поставлено 23 кинофильма.

## Фильмография
| Год  | Название                                                         | Оригинальное название                        | Чтение                                         |
| ---- | ---------------------------------------------------------------- | -------------------------------------------- | ---------------------------------------------- |
| 1961 | Странствующий детектив: Трагедия в Красной долине                | 風来坊探偵 赤い谷の惨劇                      | Фу:райбо: тантэй: акай тани но сангэки         |
| 1961 | Странствующий детектив: Чёрный ветер в гавани                    | 風来坊探偵 岬を渡る黒い風                    | Фу:райбо: тантэй: мисаки о ватару курой кадзэ  |
| 1961 | Сыщик в смешной шляпе                                            | ファンキーハットの快男児                     | Фанки: хатто но кайдандзи                      |
| 1961 | Сыщик в смешной шляпе: Двести тысяч иен за руку                  | ファンキーハットの快男児 ２千万円の腕        | Фанки: хатто но кайдандзи: ни сэмман эн но удэ |
| 1961 | Бандиты средь бела дня                                           | 白昼の無頼漢                                 | Хакутю но бурайкан                             |
| 1962 | Гордый вызов                                                     | 誇り高き挑戦                                 | Хокори такаки тёсэн                            |
| 1962 | Банда против спецагентов                                         | ギャング対Ｇメン                             | Кангу тай дзи-мэн                              |
| 1963 | Лига гангстеров                                                  | ギャング同盟                                 | Гянгу домэй                                    |
| 1964 | Одноглазый капитан и Тэцу One-eyed Captain and Tetsu             | ジャコ万と鉄                                 | Дзякоман то тэцу                               |
| 1964 | Волки, свиньи и люди                                             | 狼と豚と人間                                 | Ооками то бута то нингэн                       |
| 1966 | Угроза                                                           | 脅迫                                         | Одоси                                          |
| 1966 | Камикадзэ: Дуэль при свете дня                                   | カミカゼ野郎 真昼の決斗                      | Какикадзэ яро: махиру но кэтто                 |
| 1966 | Яростный дракон Севера                                           | 北海の暴れ竜                                 | Хоккай но абарэ рю:                            |
| 1967 | Церемония ликвидации                                             | 解散式                                       | Кайсансики                                     |
| 1968 | Церемония ликвидации азартных игроков                            | 博徒解散式                                   | Бакуто кайсансики                              |
| 1968 | Чёрная ящерица                                                   | 黒蜥蝪                                       | Куротокагэ                                     |
| 1968 | Шантаж — моя жизнь                                               | 恐喝こそわが人生                             | Кёкацу косо вага дзинсэй                       |
| 1968 | Зелёная слизь                                                    | ガンマ３号 宇宙大作戦                        | Гамма дайсан го:утю дай сакусэн                |
| 1969 | Строение чёрной розы                                             | 黒薔薇の舘                                   | Куробара но яката                              |
| 1969 | Самые жестокие банды Японии: Босс                                | 日本暴力団 組長                              | Нихон борёкудан: кумитё                        |
| 1970 | Честь клана, запятнанного кровью                                 | 血染の代紋                                   | Тидзомэ но даймон                              |
| 1970 | Если бы ты был молод: Ярость                                     | 君が若者なら                                 | Кими га вакамоно нара                          |
| 1970 | Тора! Тора! Тора!                                                | トラ・トラ・トラ！                           | Tora Tora Tora!                                |
| 1971 | Сочувствие жертве несправедливости                               | 博徒外人部隊                                 | Бакуто гайдзин бутай                           |
| 1972 | Под флагом восходящего солнца                                    | 軍旗はためく下に                             | Гунки хатамэку мото ни                         |
| 1972 | Уличный бандит                                                   | 現代やくざ 人斬り与太                        | Гэндай якудза: хитокири ёта                    |
| 1972 | Убийца-изгой: Три бешеных убийцы                                 | 人斬り与太 狂犬三兄弟                        | Хтокири ёта: кёкэн сан кёдай                   |
| 1973 | Битвы без чести и жалости                                        | 仁義なき戦い                                 | Дзингинаки татакай                             |
| 1973 | Битвы без чести и жалости: Смертельная схватка в Хиросиме        | 仁義なき戦い 広島死闘篇                      | Дзингинаки татакай: Хиросима сито хэн          |
| 1973 | Битвы без чести и жалости: Война подручных                       | 仁義なき戦い 代理戦争                        | Дзингинаки татакай: дайри сэнсо                |
| 1974 | Битвы без чести и жалости: Полицейская тактика                   | 仁義なき戦い 頂上作戦                        | Дзингинаки татакай: тёдзё сакусэн              |
| 1974 | Битвы без чести и жалости: Последний эпизод                      | 仁義なき戦い 完結篇                          | Дзингинаки татакай: канкэцу хэн                |
| 1974 | Новые битвы без чести и жалости                                  | 新仁義なき戦い                               | Син дзингинаки татакай                         |
| 1975 | Кладбище чести                                                   | 仁義の墓場                                   | Дзинги но хакаба                               |
| 1975 | Легавые против бандитов                                          | 県警対組織暴力                               | Кэнкэй тай сосики борёку                       |
| 1975 | Ограбление игорного притона                                      | 資金源強奪                                   | Сикингэн годацу                                |
| 1975 | Новые битвы без чести и жалости: Голова босса                    | 新仁義なき戦い 組長の首                      | Син дзингинаки татакай: кумитё но куби         |
| 1976 | Жестокая паника: Большая крах                                    | 暴走パニック 大激突                          | Босо паникку: дай гэкитоцу                     |
| 1976 | Новые битвы без чести и жалости: Последние дни босса             | 新仁義なき戦い 組長最後の日                  | Син дзингинаки татакай: кумитё сайго но хи     |
| 1976 | Кладбище якудзы: Цветок жасмина                                  | やくざの墓場 くちなしの花                    | Якудза но хакаба: кутинаси но хана             |
| 1977 | Война подручных Хокурику                                         | 北陸代理戦争                                 | Хокурику дайри сэнсо                           |
| 1977 | Коп-доберман                                                     | ドーベルマン刑事                             | До:бэруман дэка                                |
| 1978 | Заговор клана Ягу                                                | 柳生一族の陰謀                               | Ягу итидзоку но имбо                           |
| 1978 | Послание из космоса                                              | 宇宙からのメッセージ                         | Утю: кара но мэссэ: дзи                        |
| 1978 | Падение замка Ако                                                | 赤穂城断絶                                   | Ако дандзэцу                                   |
| 1980 | Вирус                                                            | 復活の日                                     | Фуккацу но хи                                  |
| 1981 | Врата юности                                                     | 青春の門                                     | Сэйсюн но мон                                  |
| 1981 | Реинкарнация самурая                                             | 魔界転生                                     | Макай тэнсё                                    |
| 1982 | Река Дотомбори                                                   | 道頓堀川                                     | Дотомборигава                                  |
| 1982 | Козёл отпущения                                                  | 蒲田行進曲                                   | Камата косин кёку                              |
| 1983 | Театр жизни (один эпизод)                                        | 人生劇場                                     | Дзинсэй гэкидзё                                |
| 1983 | Легенда о восьми самураях                                        | 里見八犬伝                                   | Сатоми хаккэндэн                               |
| 1984 | Шанхайская рапсодия                                              | 上海バンスキング                             | Сянхай бансу кингу                             |
| 1986 | Дом в огне                                                       | 火宅の人                                     | Катаку но хито                                 |
| 1987 | Верная смерть 4: Месть                                           | 必殺ＩＶ 恨みはらします                      | Хиссацу си: урами харасимасу                   |
| 1988 | Хаос цветов                                                      | 華の乱                                       | Хана но ран                                    |
| 1992 | Тройной крест                                                    | いつかギラギラする日                         | Ицука гирагира суру хи                         |
| 1994 | Пик предательства                                                | 忠臣蔵外伝 四谷怪談                          | Тюсингира гайдэн: ёцуя кайдан                  |
| 1999 | Омотя                                                            | おもちゃ                                     | Омотя                                          |
| 2000 | Королевская битва                                                | バトル・ロワイアル                           | Батору ровайару                                |
| 2003 | Королевская битва 2 (одна сцена; фильм закончен Кэнтой Фукасаку) | バトル・ロワイヤル II: レクイエム 【鎮魂歌】 | Батору ровайару: рэкуиэму «тинко:ка»           |